# Typosyllis geelongensis
Typosyllis geelongensis är en ringmaskart som beskrevs av Hartmann-Schröder 1987. Typosyllis geelongensis ingår i släktet Typosyllis och familjen Syllidae. Inga underarter finns listade i Catalogue of Life.